# Minobe Ryōkichi

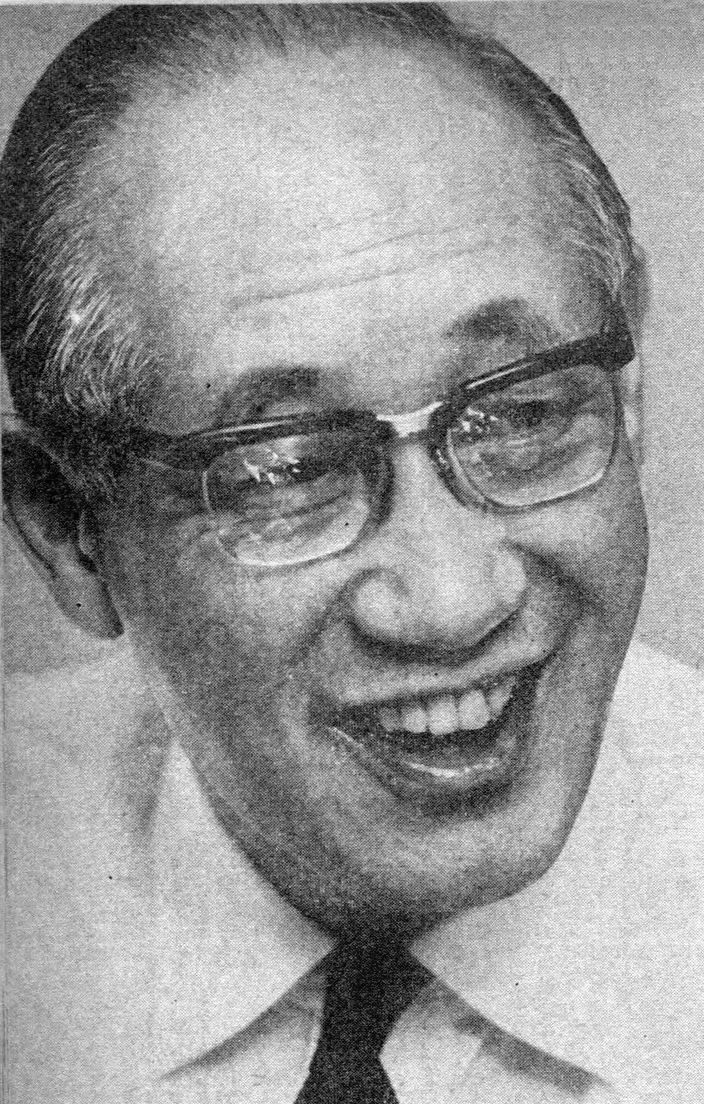
Minobe Ryōkichi

Minobe Ryōkichi (japanisch 美濃部 亮吉; geboren 5. Februar 1904 in Tokio; gestorben 24. Dezember 1984 daselbst) war ein japanischer Wirtschaftswissenschaftler und Politiker, langjähriger Gouverneur von Tokio.

## Leben und Wirken
Minobe Ryōkichi war der älteste Sohn des Verfassungsrechtlers Minobe Tatsukichi. Er machte 1927 seinen Studienabschluss an der Universität Tokio und unterrichtete dann an der Hōsei-Universität, ab 1938 als Professor. Er wurde 1938, zusammen mit Linken, im „Volksfront-Zwischenfall“ kurz festgenommen und musste auf Anordnung der Regierung die Universität verlassen.
Nach dem Zweiten Weltkrieg wurde Minobe Professor an der „Tokyo University of Education“ (engl. für die 東京教育大学 Tōkyō kyōiku daigaku), der Vorläufereinrichtung der Universität Tsukuba. Daneben war er von 1957 bis 1964 als Leiter des Statistik-Büros des Amtes für Verwaltungsaufsicht (行政管理庁 Gyōsei kanri chō) tätig. 1959 wurde  Minobe für „Kumon suru demokurashī“ (苦悶するデモクラシー), etwa „Die sich abmühende Demokratie“, mit dem Mainichi-Kulturpreis ausgezeichnet.
1967 wurde Minobe mit Hilfe der Sozialisten und Kommunisten mit rund 44,5 % der Stimmen gegen den von Liberaldemokraten und Demokratischen Sozialisten unterstützten Matsushita Masatoshi (ab 1968 DSP-Senator für Tokio), der 41,7 % der Stimmen erhielt, und den von der Kōmeitō unterstützten Abe Ken’ichi (12,2 %; ab 1968 Kōmeitō-Senator für Tokio) zum Gouverneur von Tokio gewählt. Er wurde 1971 und 1975 jeweils mit absoluten Mehrheiten wiedergewählt. Als Gouverneur setzte er sich für die soziale Wohlfahrt ein und stand damit im Gegensatz zur Zentralregierung, die auf schnelles Wachstum setzte. Bei der Gouverneurswahl 1979 kandidierte er nicht mehr für eine vierte Amtszeit.
1980 wurde Minobe bei den erstmals gleichzeitigen „Doppelwahlen“ zu beiden Kammern des Nationalparlaments in den Senat, das Oberhaus des Parlaments, gewählt, allerdings nicht in der Präfektur Tokio, sondern im damaligen landesweiten Wahlkreis (全国区 zenkoku-ku; SNTV, 50 Sitze): Dort erhielt er als unabhängiger Kandidat den neunthöchsten Stimmenanteil landesweit und war somit sicher gewählt.